# Јанез Трдина
Јанез Трдина (словен. Janez Trdina; Менгеш, 29. мај 1830 — 14. јул 1905) био је словеначки писац и историчар. Иван Цанкар га је описао као најбољег словеначког стилисту свог периода. Трдина је био ватрени описивач на Жумбераку и на Долењској. Света Гера (словен. Trdinov vrh, хрв. Sveta Gera), највиши врх гребена Горјанци, смештен на граници између југоисточне Словеније и Хрватске, назван је по њему 1923.

## Биографија
Рођен је 14. јула 1905. у Менгешу, Аустријском царству. Школовао се у Љубљани, а историју, географију и словенску славистику студирао је у Бечу. Радио је као учитељ у Хрватској, у Вараждину и у Ријеци. Године 1867. повучен је под оптужбом да је својим радикалним либералним политичким ставовима обмањивао студенте. Преселио се у Бршљин, код Новог Места, а касније и у сам град.
Путовао је по Долењској, састављајући белешке о животу и обичајима локалног становништва. Његове свеске биле су испуњене народним изрекама, народним причама, анегдотама и обичајима. Године 1882, објавио је ове белешке Bajke in povesti o Gorjancih.